# 君繋ファイブエム
『君繋ファイブエム』（きみつなぎファイブエム）は、ASIAN KUNG-FU GENERATIONの1stフルアルバム。2003年11月19日にキューンレコードから発売。初回限定盤はスリーブ仕様&ダイジェストライブビデオが500名に当たる抽選応募券封入。

## 概要
タイトルは「君と繋がっていたい」という思いが込められている他に、その距離の限界が5メートル（5m、ファイブエム）であるという独自の感覚を表している。
収録曲や曲順は、国道沿いのロイヤルホストで深夜に開かれた会議にて決めていったという。

## 楽曲について
フラッシュバック
ライブでは『未来の破片』とつなげて演奏されることがほとんどである。
未来の破片
前曲から間を置かずに始まる。
アンダースタンド
THE YOUNG PUNX！によりミックスされている。また、メンバー曰く「シングルじゃないのに存在感がある」という理由で『BEST HIT AKG』に収録された。
無限グライダー
ホリエアツシ（ストレイテナー）が好きな曲として挙げている。
N. G. S
タイトルの読みは「ナンバーガール・シンドローム」。
自閉探索
アルバム収録曲の中では最後に制作された。後藤曰く「一番苦労して制作した、思い入れの強い曲」。
Ｅ
間奏でOasisの『Live Forever』のギターソロが引用されている。
自主制作盤『I'm standing here』にも収録されていた曲だが、アレンジは若干異なる。
君という花
シングル版ではフェードアウトで曲が終了するが、こちらは完奏で終了する。また、『BEST HIT AKG』にもこちらのバージョンが収録された。

## 収録曲
- 全作詞：後藤正文、全編曲：ASIAN KUNG-FU GENERATION

| #         | タイトル                                                          | 作詞      | 作曲               | 時間  |
| --------- | ----------------------------------------------------------------- | --------- | ------------------ | ----- |
| 1.        | 「フラッシュバック」                                              |           | 後藤正文           | 1：58 |
| 2.        | 「未来の破片」(TBS系音楽番組『Under CDTV』2003年8月度主題歌)      |           | 後藤正文           | 4：46 |
| 3.        | 「電波塔」                                                        |           | 後藤正文           | 3：31 |
| 4.        | 「アンダースタンド」                                              |           | 後藤正文           | 3：44 |
| 5.        | 「夏の日、残像」                                                  |           | 後藤正文           | 4：41 |
| 6.        | 「無限グライダー」                                                |           | 後藤正文           | 5：07 |
| 7.        | 「その訳を」                                                      |           | 後藤正文           | 4：35 |
| 8.        | 「N. G. S」                                                       |           | 後藤正文           | 2：54 |
| 9.        | 「自閉探索」                                                      |           | 後藤正文           | 3：28 |
| 10.       | 「Ｅ」                                                            |           | 後藤正文           | 4：12 |
| 11.       | 「君という花」(TBS系番組『Pooh！』2003年10月度エンディングテーマ) |           | 後藤正文           | 6：10 |
| 12.       | 「ノーネーム」                                                    |           | 後藤正文・山田貴洋 | 5：00 |
| 合計時間: | 合計時間:                                                         | 合計時間: | 50:05              |       |

## 演奏
- 後藤正文：Vocals, Guitar
- 喜多建介：Guitar, Vocals
- 山田貴洋：Bass, Vocals
- 伊地知潔：Drums